# Malå-Sorsele pastorat
Malå-Sorsele pastorat är ett pastorat i Södra Lapplands kontrakt i Luleå stift i Malå och Sorsele kommun i Västerbottens län. 
Pastoratet bildades 2015 och består av följande församlingar:
- Malå församling
- Sorsele församling

Pastoratskoden är 110909.